# Sydney Jacob
Sydney Montague Jacob (ur. 28 października 1879 w Kasauli, zm. 14 lutego 1977 w Woldingham) – indyjski tenisista, olimpijczyk.
Był jednym z najbardziej utytułowanych indyjskich tenisistów. W swojej karierze tenisowej Jacob siedmiokrotnie startował w londyńskim Wimbledonie oraz jeden raz w paryskim French Championships, na którym odniósł największy sukces w karierze, kiedy to w 1925 roku awansował do półfinału. Przegrał w nim z René Lacostem. Na Wimbledonie raz awansował do ćwierćfinału oraz dwa razy do 1/8 finału. Ostatni raz w Wielkim Szlemie wystartował w 1928 roku, jednakże odpadł już w pierwszej rundzie.
W latach 1921–1925 reprezentował Indie w Pucharze Davisa. Zagrał łącznie w 11 meczach, z których w 7 zwyciężył.
Jacob wystartował również w 1924 roku na igrzyskach olimpijskich w Paryżu, na których doszedł do ćwierćfinału, gdzie uległ Francuzowi Jeanowi Borotrze. Występował też w grze  podwójnej (partner Mohammed Sleem) i mieszanej (partnerka Nora Polley).